# 兌區
20°S 130°W / 20°S 130°W
兌區 （Tui Regio，位置在南緯20度，西經130度）是土星的衛星泰坦上的一個地區，位於上都的西南角，名稱來自中國神話中的快樂、享受和水之神兌（Tui，實際為八卦中的“兌”卦，原命名者誤將其認作中國神話中的神靈。)   兌區看起來缺乏泰坦上其它高地所擁有的侵蝕渠道，因此被認為是年輕的地形，類似熔岩的地形也被觀察到，因此建議是冰火山。